# サントル・デュ・ケベック地域
サントル・デュ・ケベック地域（サントル・デュ・ケベックちいき、仏: Centre-du-Québec）は、ケベック州の地方行政区の1つ。英語で「Central Quebec（中央ケベック）」を意味し、かつてボワ＝フラン（Bois-Francs）と呼ばれた地域を含む。

## 概要
サントル・デュ・ケベック地域は1997年7月30日に地方行政区として独立し組織された。それ以前はモリシー・ボワ＝フラン地域の南部であった（北部は現在のモリシー地域として知られる）。ボワ＝フラン（Bois-Francs）はサントル・デュ・ケベック地域と同意語とされる場合もある。

## 経済
ケベック州の台所とも言われ、農業が盛んな場所である。主なものに酪農を始め、穀物、野菜、果物が含まれる。「ボワ＝フラン」の名の通り林業もまた主要な産業であり、「ボワ（Bois）」の名は仏語で「森」を意味する。このほか、産業として運送業やリサイクル、木工細工、高級家具製造などがある。

## 行政区分
5つの上層自治体（MRC、郡にあたる）と83の下層自治体（Municipalités、市町村）がある。

### 郡と主な都市
- アルタバスカ郡 （Arthabaska MRC）
  - ヴィクトリアヴィル
- ベキャンクール郡 （Bécancour MRC）
  - ベキャンクール（Bécancour）
- ドラモン郡 （Drummond MRC）
  - ドラモンヴィル（Drummondville）
- レラブル郡 （L'Érable MRC）
  - プレシスヴィル(Plessisville)
- ニコレ＝ヤマスカ郡 （Nicolet-Yamaska MRC）
  - ニコレ（Nicolet）